# Dolor referit
El dolor referit o la dolor referida és la dolor que es percep en un lloc diferent del lloc de l'estímul dolorós. Un exemple és el cas de l'angina de pit, on la dolor se sol sentir al coll, a les espatlles i a l'esquena (a vegades més que al tòrax), lloc de la lesió. L'Associació Internacional per a l'Estudi del Dolor no ha definit oficialment el terme; per tant, diversos autors l'han definit de manera diferent. La dolor referida s'ha descrit des de finals de la dècada de 1880. Malgrat una quantitat creixent de literatura sobre el tema, es desconeix el mecanisme biològic de la dolor referida, tot i que s'han formulat diverses hipòtesis.
El dolor irradiat o la dolor irradiada és el que es propaga per tot el territori innervat per una arrel o tronc nerviós afectat. Un exemple és el de la part posterior de la cama i de la cuixa en cas de la ciàtica.